# Нью-Лондон (Нью-Гемпшир)
Нью-Лондон (англ. New London) — місто (англ. town) в США, в окрузі Меррімак штату Нью-Гемпшир. Населення — 4400 осіб (2020).

## Демографія
Згідно з переписом 2010 року, у місті мешкало 4397 осіб у 1666 домогосподарствах у складі 1037 родин. Було 2303 помешкання
Расовий склад населення:
| - 96,5 % — білих - 1,1 % — чорних або афроамериканців - 1,1 % — азіатів |

До двох чи більше рас належало 1,2 %. Частка іспаномовних становила 1,5 % від усіх жителів.
За віковим діапазоном населення розподілялося таким чином: 13,3 % — особи молодші 18 років, 56,0 % — особи у віці 18—64 років, 30,7 % — особи у віці 65 років та старші. Медіана віку мешканця становила 48,7 року. На 100 осіб жіночої статі у місті припадало 76,2 чоловіків;  на 100 жінок у віці від 18 років та старших — 71,3 чоловіків також старших 18 років.
Середній дохід на одне домашнє господарство  становив 102 665 доларів США (медіана — 72 285), а середній дохід на одну сім'ю — 127 252 долари (медіана — 100 540). Медіана доходів становила 50 859 доларів для чоловіків та 58 750 доларів для жінок. За межею бідності перебувало 7,2 % осіб, у тому числі 9,8 % дітей у віці до 18 років та 1,1 % осіб у віці 65 років та старших.
Цивільне працевлаштоване населення становило 1950 осіб. Основні галузі зайнятості: освіта, охорона здоров'я та соціальна допомога — 37,9 %, роздрібна торгівля — 14,6 %, мистецтво, розваги та відпочинок — 14,4 %.